# Analco, Tlatlauquitepec
Analco är en ort i Mexiko.   Den ligger i kommunen Tlatlauquitepec och delstaten Puebla, i den sydöstra delen av landet, 180 km öster om huvudstaden Mexico City. Analco ligger 1 912 meter över havet och antalet invånare är 118.
Terrängen runt Analco är lite bergig. Runt Analco är det ganska tätbefolkat, med 134 invånare per kvadratkilometer. Närmaste större samhälle är Teziutlan, 14,1 km öster om Analco. I omgivningarna runt Analco växer huvudsakligen savannskog.